# La rosa dei venti
La rosa dei venti è un film docu-drama a episodi del 1957 diretto da Joris Ivens, Yannick Bellon, Alberto Cavalcanti, Sergej Gerasimov, Gillo Pontecorvo e Alex Viany, sotto la supervisione di Cavalcanti e Ivens.
Prodotto dalla DEFA, documenta la condizione delle lavoratrici in Italia, Brasile, Unione Sovietica, Cina e Francia e celebra la Giornata Internazionale della Donna.
È composto di cinque segmenti, ambientati nelle suddette nazioni, e un prologo, diretti in uno stile che risente dell'influenza del neorealismo.

## Episodi
- Italia: Giovanna, regia di Gillo Pontecorvo
- Russia: ?, regia di Alberto Cavalcanti e Sergej Gerasimov
- Francia: Un matin comme les autres, regia di Yannick Bellon
- Brasile: Ana, regia di Alex Viany
- Cina: ?, regia di Wu Kuo-Yin